# Kyoto box
Kyoto box je sluneční vařič vyrobený ze dvou kartonových krabic, hliníkové fólie a akrylového krytu. Vařič funguje jako trouba akumulující paprsky Slunce a vytváří dostatek tepla k vaření vody. Vynálezcem je Jon Böhmer, Norsko, který působí v Keni.

## Stavba a používání
Kyoto box se skládá ze dvou kartonových krabic. Vnitřní krabice je natřená černě, usnadňuje vstřebávání tepla ze slunečního záření, a je zakrytá transparentním akrylovým víkem. Krabice je umístěna uvnitř druhé větší, která je lemovaná hliníkovou fólií. Fólie zaměřuje sluneční teplo na vnitřek boxu. Teploty uvnitř boxu mohou za slunečného dne rychle dosáhnout 80 stupňů Celsia (176 stupňů Fahrenheita). Podle internetové stránky Kjótská energie mohou teploty dosáhnout maximálně 165 stupňů Celsia. Böhmer tvrdí, že trouba je schopna uvést do varu 10 litrů vody za dvě až tři hodiny.
Kyoto box je ideální pro venkovské oblasti a země, které nemají přístup k elektřině. Lidé mohou využít Kyoto box k vaření vody, k zajištění bezpečné pitné vody a k vaření bez použití palivového dříví.

## Vynálezce
Vynálezce, Jon Böhmer, vynalezl Kyoto box pro soutěž FT Change Challenge. Se svým vynálezem vyhrál první cenu, protože snižuje emise oxidu uhličitého tím, že odstraňuje potřebu spalování dřeva.